# Lamy Lutti
Lamy Lutti is een Belgische snoepgoedfabrikant waarvan de producten onder de naam Lutti worden verkocht.

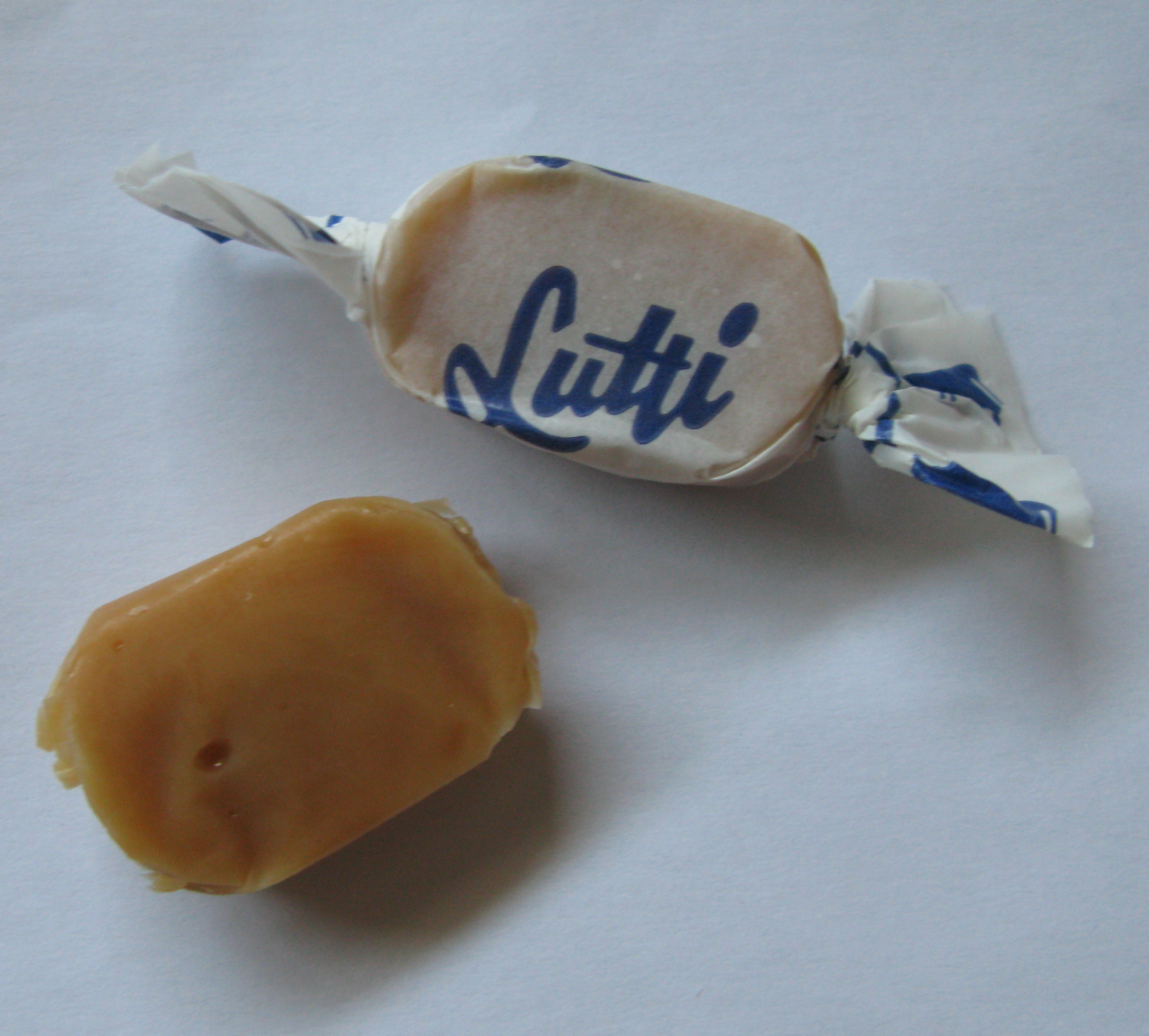
karameltoffee

De huidige productnaam is in gebruik sinds 2002; voorheen sinds 1989 voerde de firma de merknaam Léo voor haar producten en daarvoor de naam Léopold sinds 1889.
In 1889 richtte Henry Cornet de confiserie Léopold en Belgique op, een bedrijf dat aanvankelijk karamelsnoepjes produceerde. Door de aankoop van chocolaterieën en confiserie werd het assortiment met chocolaatjes en snoep uitgebreid. De markt werd breder en bestreek heel België en een deel van Frankrijk. 
In België is het bedrijf tegenwoordig de marktleider in het gommensegment wat verkocht wordt onder de naam Lutti. Er worden met gebruik van felle kleurstoffen gomsnoepjes geproduceerd in harde en zachte varianten en in zoete en zure smaken. Ook wordt chocolade geproduceerd.
De vestigingsplaats van Lutti bevindt zich in Bois-d'Haine in de provincie Henegouwen.